# Khevtxén
Khevtxén (en rus: Хевчен) és un poble del krai de Khabàrovsk, a Rússia, que el 2012 tenia 29 habitants.